# Engelwurzen
Die Engelwurzen (Angelica) sind eine Pflanzengattung innerhalb der Familie der Doldenblütler (Apiaceae). Die etwa 100 Arten sind hauptsächlich in den gemäßigten Gebieten der Nordhalbkugel verbreitet.

## Beschreibung

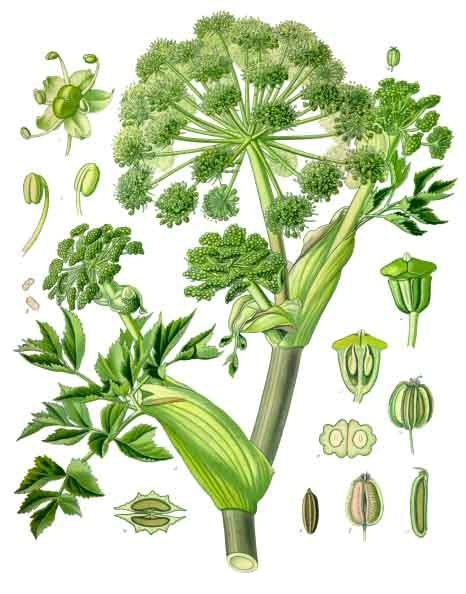
Illustration der Arznei-Engelwurz (Angelica archangelica)

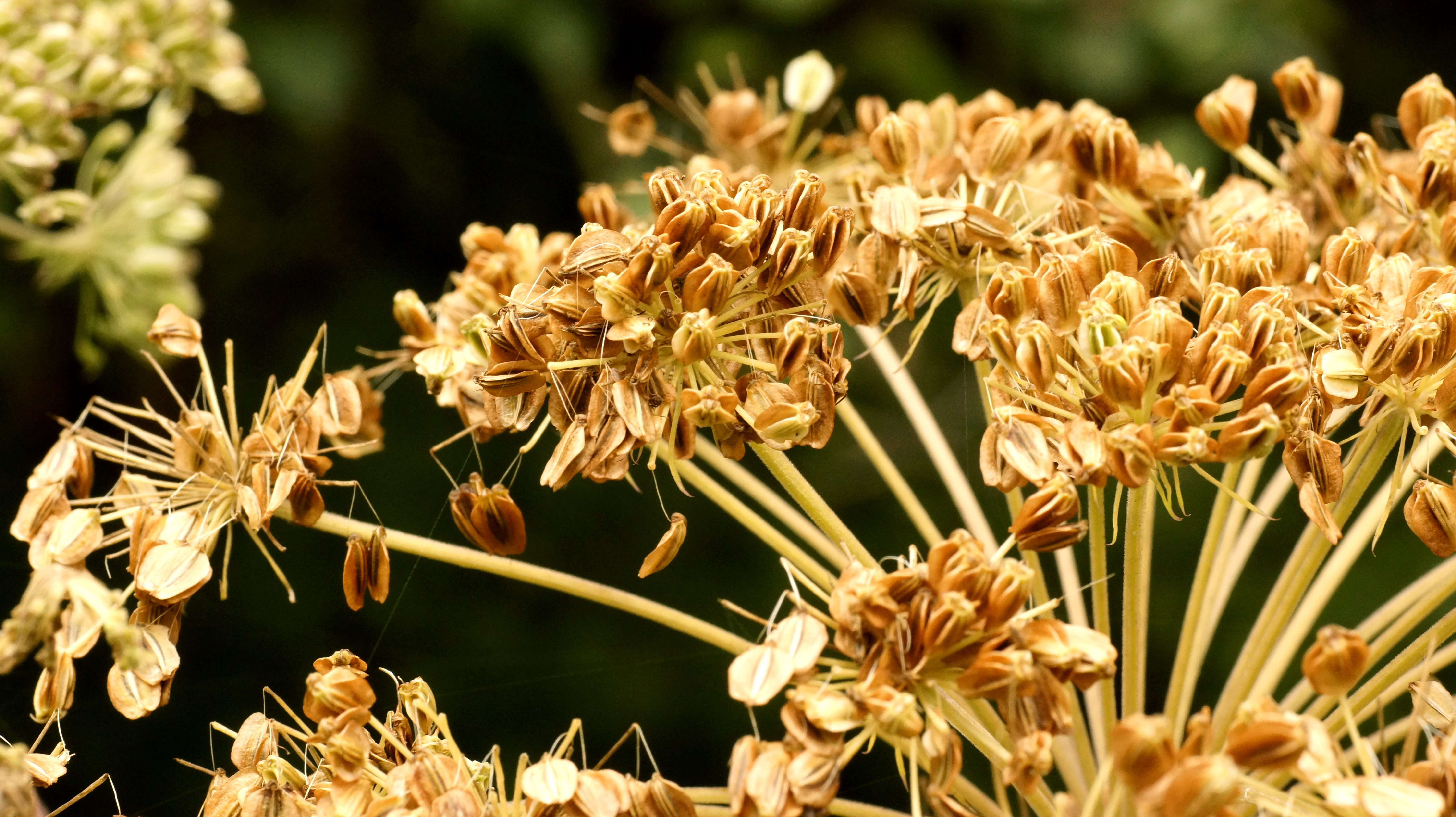
Fruchtstand mit Früchten der Wald-Engelwurz (Angelica sylvestris)

### Erscheinungsbild und Laubblätter
Angelica-Arten wachsen als ausdauernde krautige Pflanzen. Sie bilden einen kurzen „Wurzelstock“, der im oberen Bereich Reste der Blattscheiden aufweist. Der gestreifte Stängel ist im oberen Bereich dichotom verzweigt.
Die wechselständig am Stängel angeordneten Laubblätter sind in Blattscheide, Blattstiel und Blattspreite gegliedert.

### Blütenstände, Blüten und Früchte
Die end- oder seitenständigen, doppeldoldigen Blütenstände sind locker aufgebaut. Es können viele Hüllblätter vorhanden sein oder sie fehlen. Es sind viele bis einige Strahlen vorhanden. Es sind viele Hüllchen vorhanden, selten fehlen sie. Die Kelchzähne sind kurz oder rudimentär. Die meist weißen, manchmal rosa- bis purpurfarbenen, selten hell gelben Kronblätter sind kreisförmig bis verkehrt-eiförmig mit schmaler nach innen gebogener Spitze.
Die Doppelachäne zerfällt in zwei Teilfrüchte. Die ellipsoiden, länglichen bis fast kugeligen Teilfrucht sind auf dem Rücken abgeflacht und die seitlichen Rippen sind verdickt sowie schmal geflügelt, wobei die Flügel eng aneinandergepresst sind.

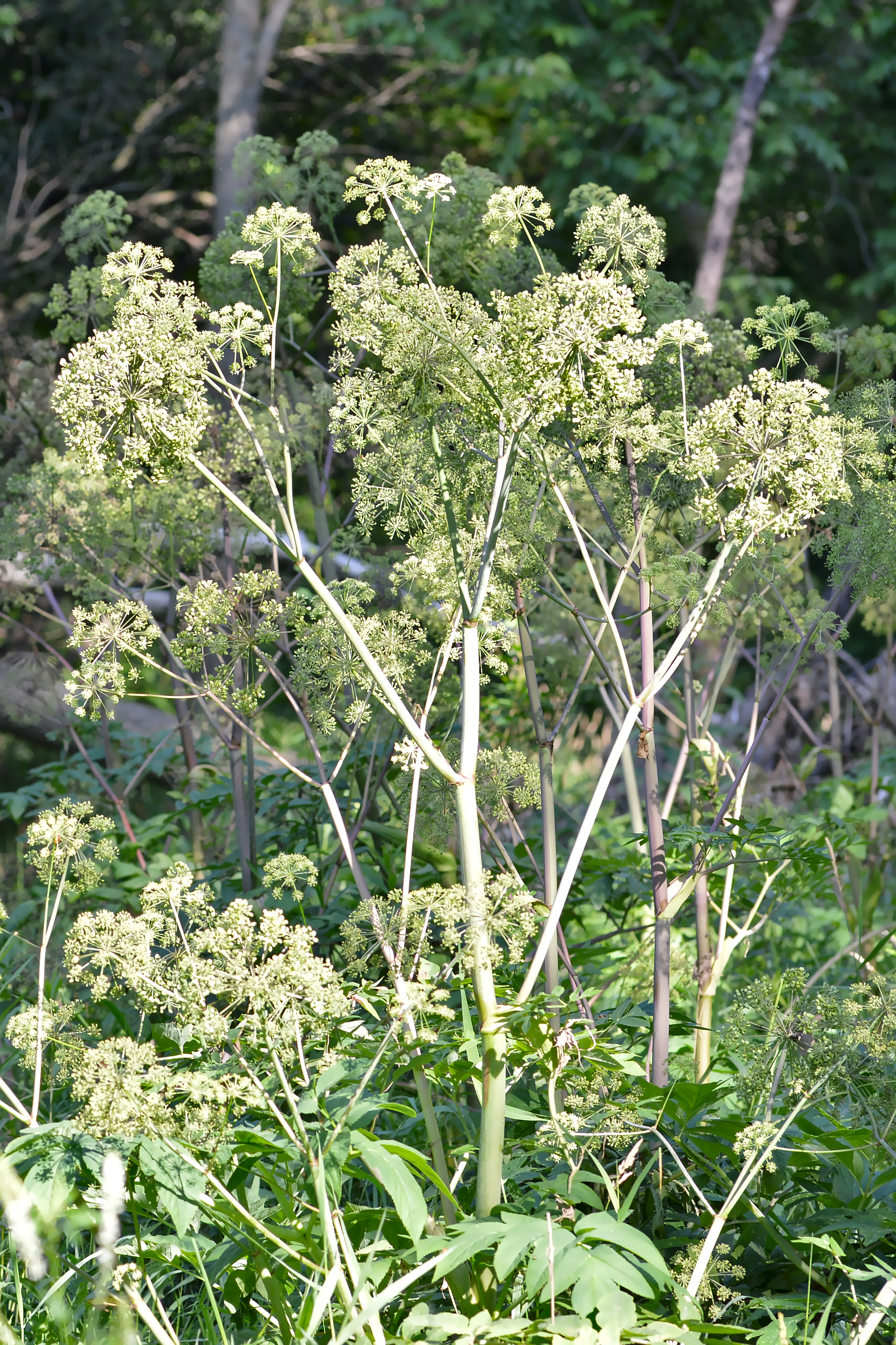
Angelica atropurpurea

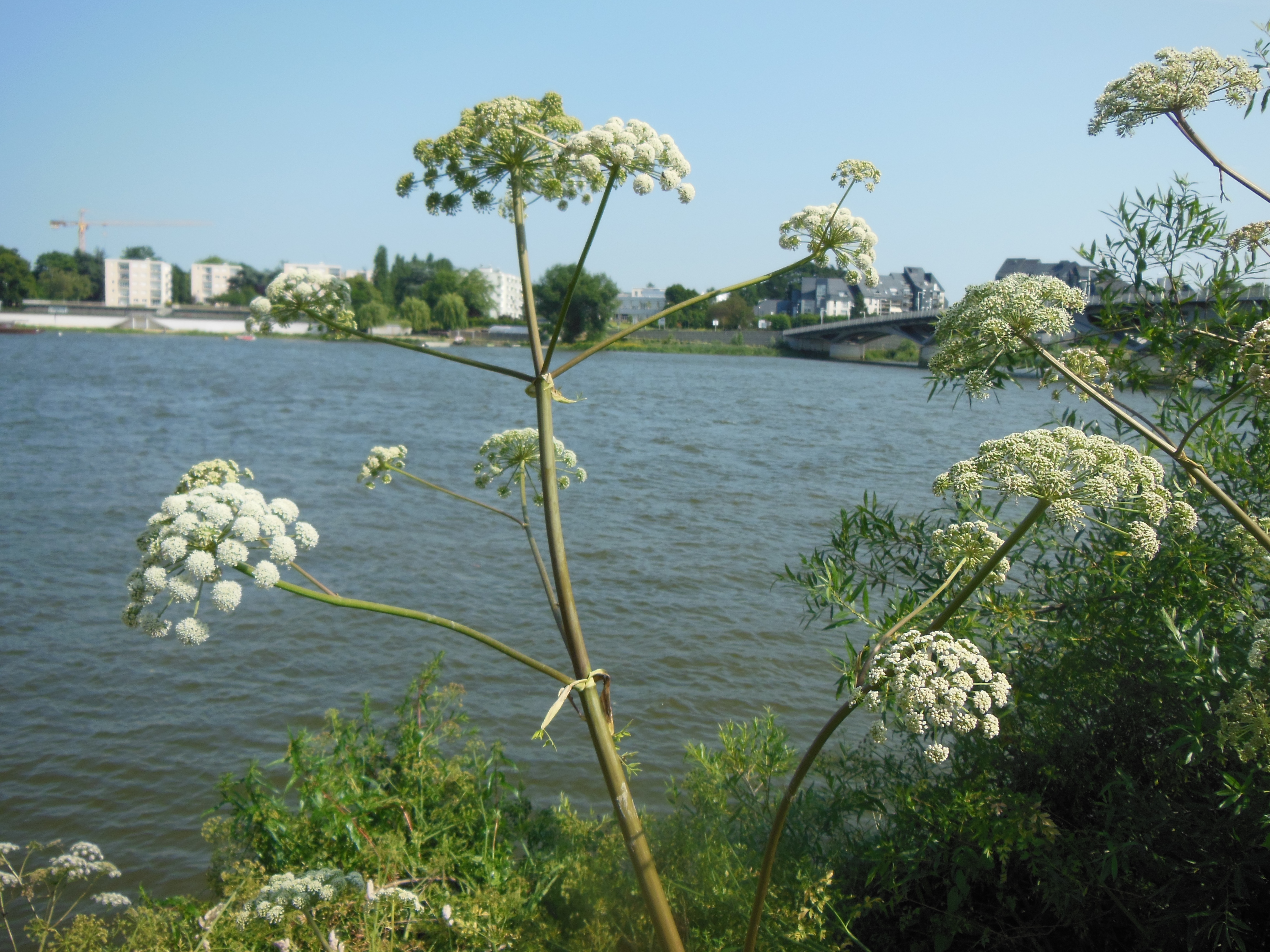
Angelica heterocarpa an der Loire bei Nantes

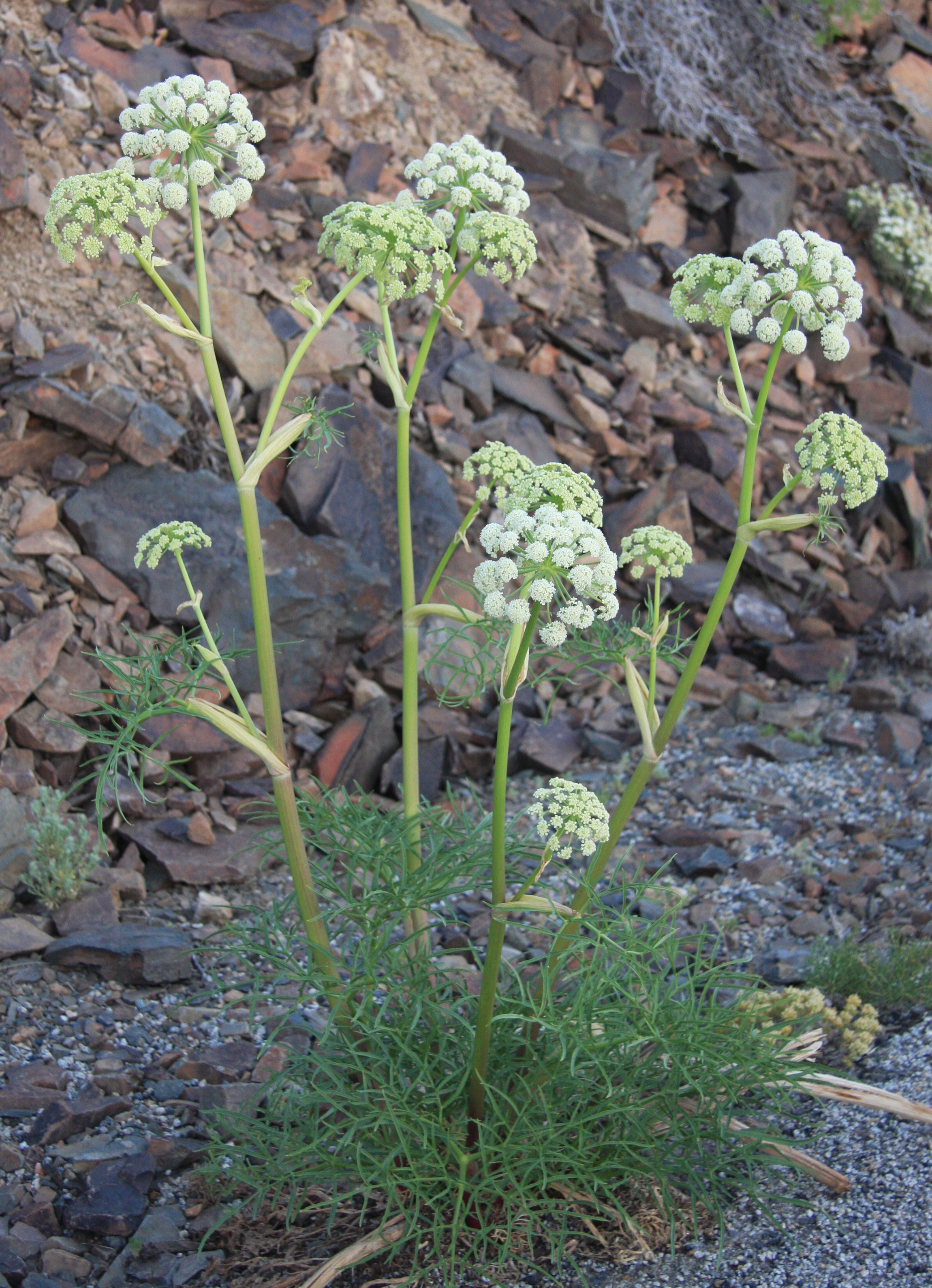
Angelica lineariloba

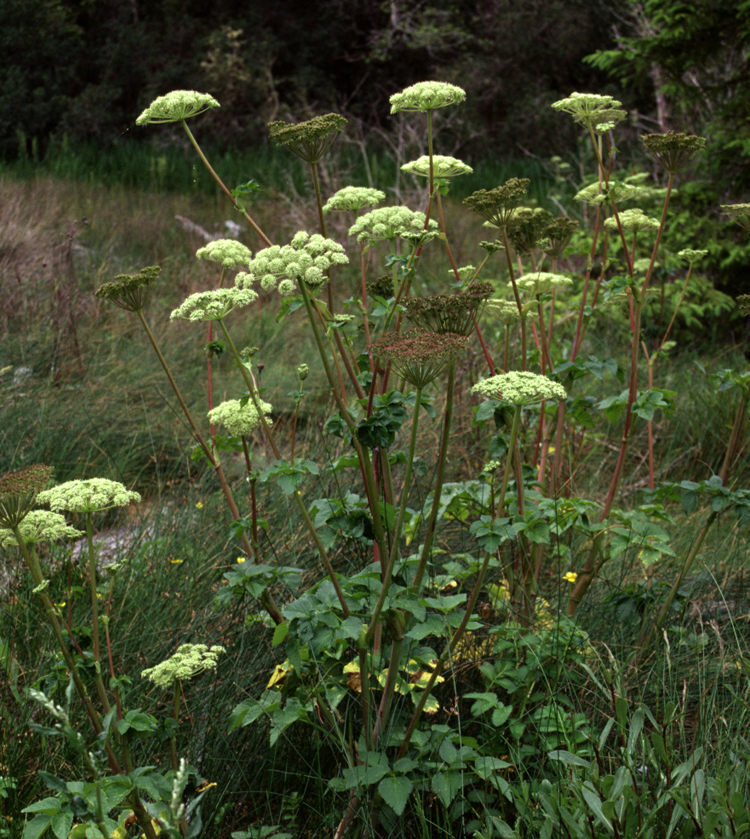
Angelica lucida

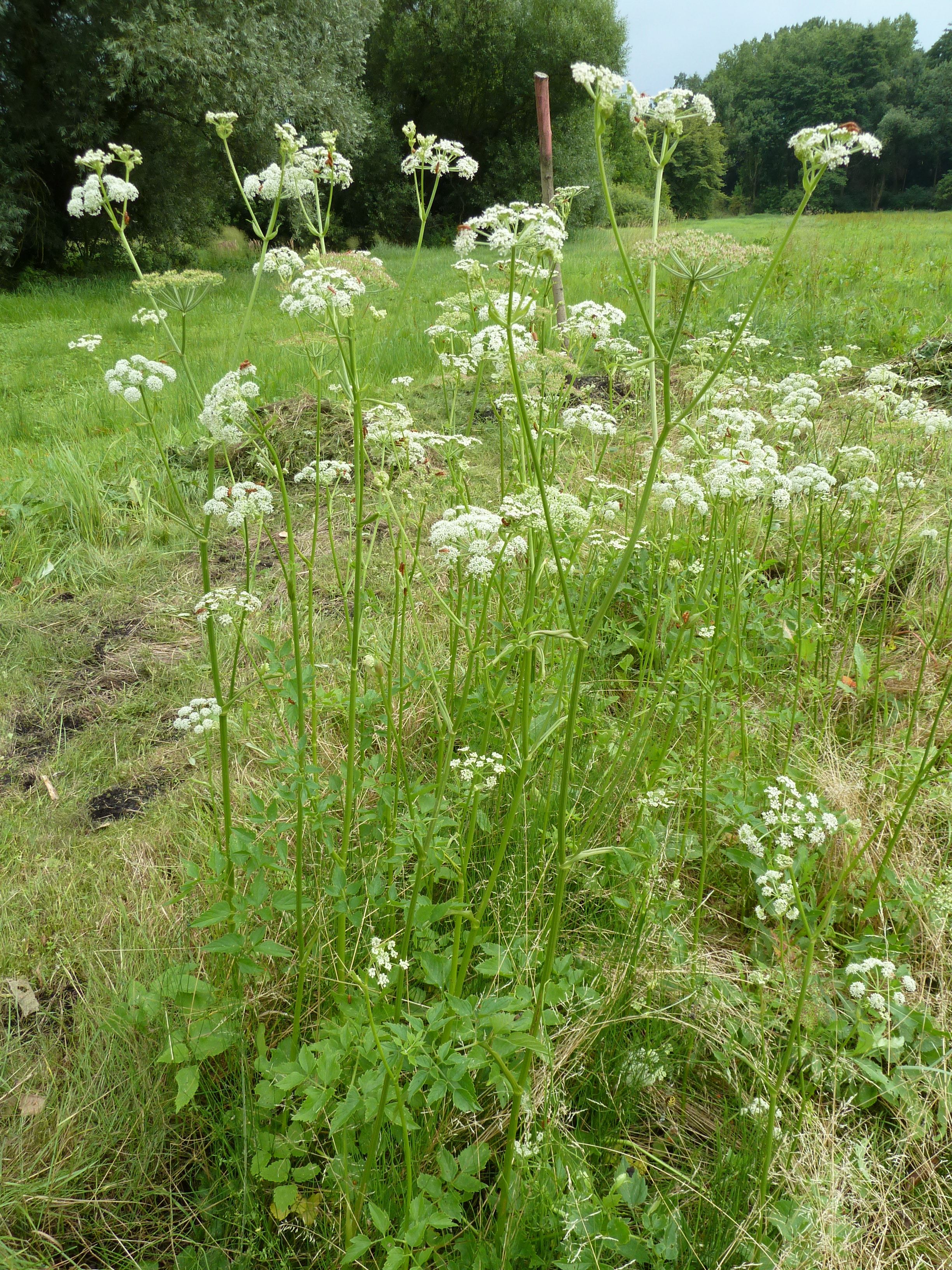
Sumpf-Engelwurz (Angelica palustris)

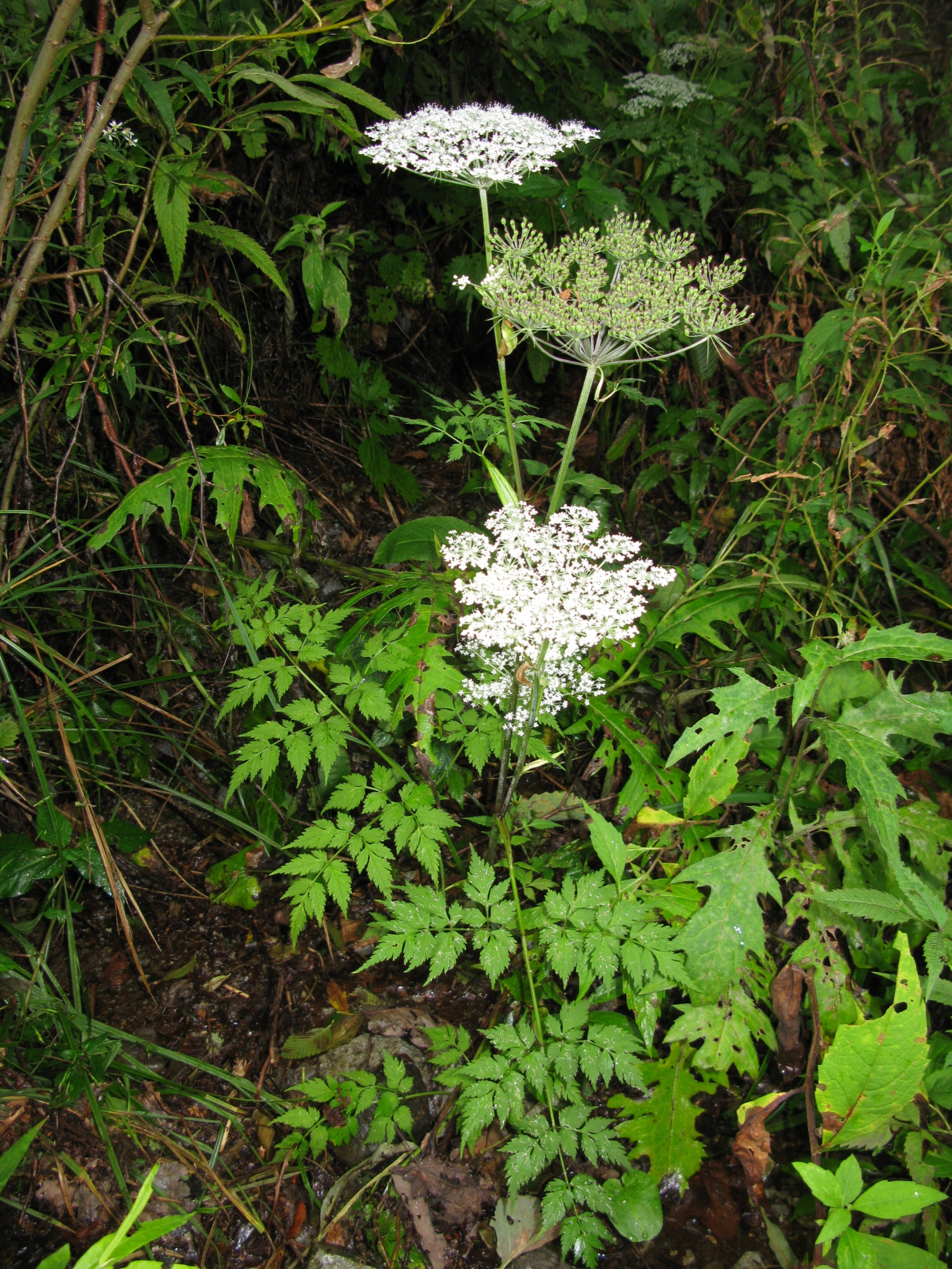
Angelica polymorpha

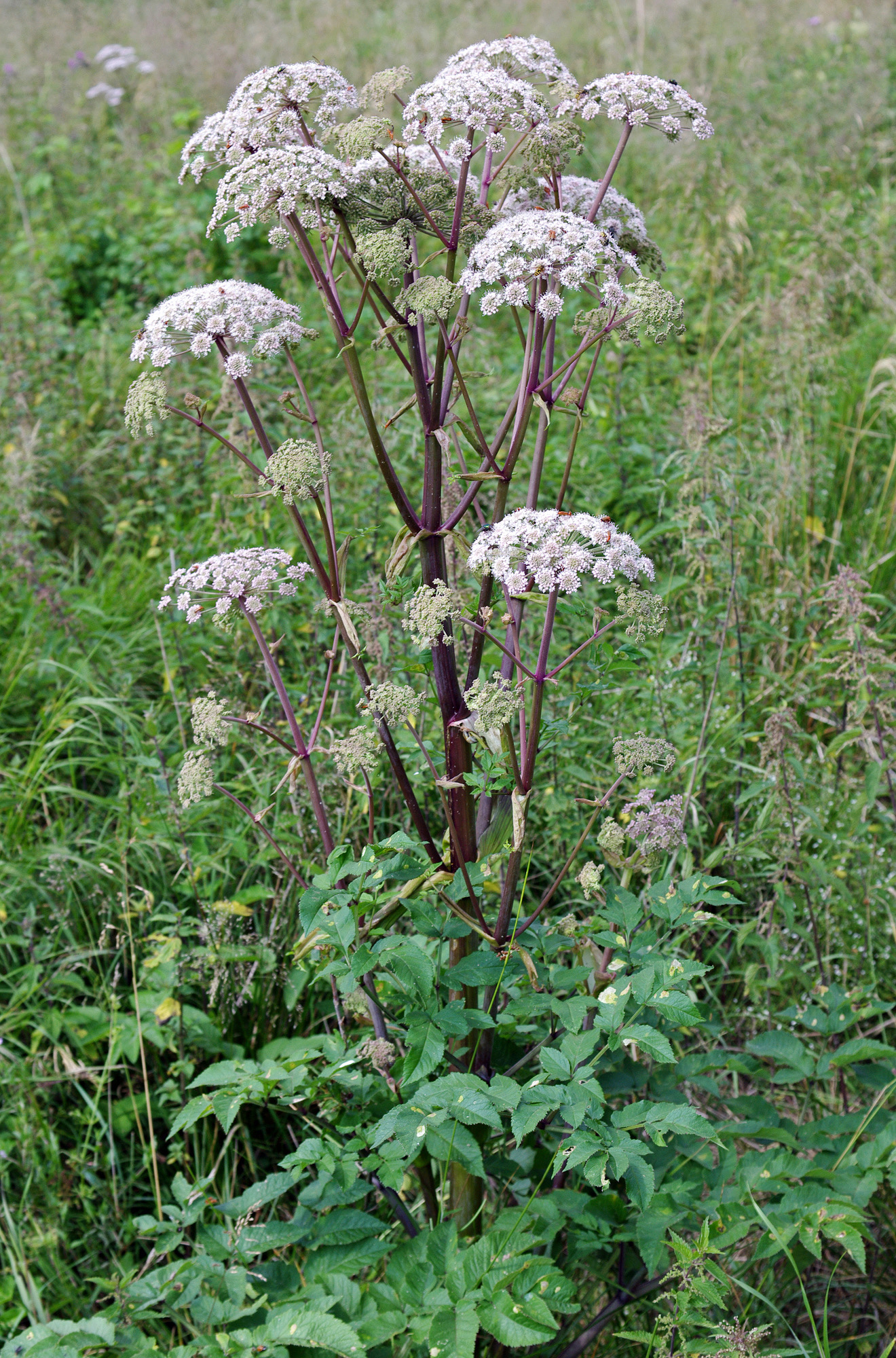
Wald-Engelwurz (Angelica sylvestris)

## Systematik und Verbreitung
Die Gattung Angelica wurde 1753 durch Carl von Linné aufgestellt. Der Umfang der Gattung Angelica wird kontrovers diskutiert. Synonyme für Angelica L. sind: Angelocarpa Rupr., Angelophyllum Rupr., Archangelica Wolf, Callisace Fisch. ex Hoffm., Coelopleurum Ledeb., Czernaevia Turcz. ex Ledeb., Epikeros Raf., Gomphopetalum Turcz., Ostericum Hoffm., Physolophium Turcz., Porphyroscias Miq.
Die etwa 100 Arten gedeihen hauptsächlich in den gemäßigten Gebieten der Nordhalbkugel in Eurasien, Nordamerika und wenige Arten auch in Afrika. Etwa 24 Arten kommen in Nordamerika vor. In China kommen 45 Arten vor, 32 davon nur dort.
Es gibt etwa 100 Angelica-Arten (Auswahl):
- Angelica acutiloba (Sieb. & Zucc.) Kitag. (Syn.: Ligusticum acutilobum Sieb. & Zucc.): Sie kommt nur auf den japanischen Inseln Hokkaidō sowie Honshu vor.[1]
- Angelica adzharica Pimenov: Die Heimat ist Aserbaidschan und Georgien.[1]
- Angelica ampla A.Nelson: Sie kommt in den US-Bundesstaaten Colorado, Wyoming und New Mexico vor.[1]
- Angelica amurensis Schischk.: Sie ist in Japan, Korea, Russlands Fernen Osten und in den chinesischen Provinzen Heilongjiang, Jilin, Liaoning sowie im Autonomen Gebiet Innere Mongolei verbreitet.[4]
- Angelica angelicastrum (Hoffmanns. & Link) Cout. (Syn.: Selinum angelicastrum Hoffmanns. & Link): Die Heimat ist die Serra de Estrela in Portugal.[1][5]
- Angelica anomala Avé-Lall.: Sie ist Ostasien, Sibirien, Japan und Korea und in den chinesischen Provinzen Heilongjiang, Jilin sowie im Autonomen Gebiet Innere Mongolei verbreitet.[4]
- Angelica apaensis R.H.Shan & C.Q.Yuan: Sie gedeiht in Höhenlagen von 3000 bis 4000 Metern in Sichuan und im Autonomen Gebiet Tibet.[4]
- Arznei-Engelwurz (Angelica archangelica L., Syn.: Angelica officinalis Moench, Angelica sativa Mill., Archangelica officinalis (Moench) Hoffm., Angelica litoralis Fr.): , sie ist mit etwa zwei Unterarten in Eurasien verbreitet.[1][5]
- Angelica arguta Nutt. ex Torr. & A.Gray: Sie ist in den kanadischen Provinzen südwestliches Alberta sowie British Columbia und in den westlichen US-Bundesstaaten Idaho, westliches Montana, Oregon, Washington, Wyoming sowie nördliches Kalifornien verbreitet.[1]
- Angelica atropurpurea L. (Syn.: Archangelica atropurpurea (L.) Hoffm.): Sie ist in Nordamerika verbreitet.[1]
- Angelica balangshanensis R.H.Shan & F.T.Pu: Dieser Endemit gedeiht in Höhenlagen von etwa 3500 Metern nur im Balang-Gebirge, wo die Grenzen der drei Kreise Xiaojin, Wenchuan und Baoxing im westlichen Sichuan aufeinandertreffen.[4]
- Angelica biserrata (R.H.Shan & C.Q.Yuan) C.Q.Yuan & R.H.Shan: Sie gedeiht in Höhenlagen von 1000 bis 1700 Metern in den chinesischen Provinzen Anhui, Hubei, Jiangxi, Sichuan sowie Zhejiang.[4]
- Angelica brevicaulis (Rupr.) B.Fedtsch. (Syn.: Angelica songarica Regel & Schmalh., Archangelica songarica (Regel & Schmalh.) Lipsky ex Paulsen): Sie ist in Zentralasien und im chinesischen Xinjiang verbreitet.[1]
- Angelica breweri A.Gray: Die Heimat ist Kalifornien.[1]
- Angelica cartilaginomarginata (Makino ex Y.Yabe) Nakai (Syn.: Peucedanum cartilaginomarginatum Makino ex Y.Yabe): Sie ist China, Japan und Korea verbreitet.[1]
- Angelica cincta H.Boissieu: Sie kommt in der chinesischen Provinz Hubei vor.[1]
- Angelica czernaevia (Fisch. & C.A.Mey.) Kitag. (Syn.: Conioselinum czernaevia Fisch. & C.A.Mey., Czernaevia laevigata Turcz.): Sie ist Sibirien, Russlands Ferner Osten, Korea und China verbreitet.[1]
- Sibirische Engelwurz (Angelica dahurica (Hoffm.) Benth. & Hook. f. ex Franch. & Sav., Syn.: Angelica porphyrocaulis Nakai & Kitag., Callisace dahurica Hoffm.): Sie ist in Asien weitverbreitet.[1]
- Angelica dawsonii S.Watson: Sie ist in British Columbia, Alberta, Idaho und Montana verbreitet.[1]
- Angelica decurrens (Ledeb.) B.Fedtsch. (Syn.: Archangelica decurrens Ledeb.): Sie ist in Zentralasien, Sibirien und der Mongolei weitverbreitet.[1]
- Angelica decursiva (Miq.) Franch. & Sav. (Syn.: Peucedanum decursivum (Miq.) Maxim., Porphyroscias decursiva Miq.): Sie ist Vietnam, China, Japan und Korea verbreitet.[1]
- Angelica genuflexa Nutt. ex Torr. & A.Gray (Syn.: Angelica refracta Schmidt): Sie ist auf den Nordhalbkugel in Nordamerika, Russlands Fernen Osten, in der chinesischen Provinz Liaoning und in Japan weitverbreitet.[1]
- Angelica gigas Nakai: Die Heimat ist China und Korea.[1]
- Angelica glauca Edgew.: Sie ist in Afghanistan, Pakistan, Indien und im Autonomen Gebiet Tibet verbreitet.[1]
- Angelica gmelinii (DC.) Pimenov(Syn.: Archangelica gmelinii DC., Coelopleurum gmelinii (DC.) Ledeb.): Sie kommt von der japanischen Insel Hokkaidō bis Russlands Fernen Osten vor.[1]
- Angelica hendersonii J.M.Coult. & Rose: Sie ist in Nordamerika verbreitet.
- Angelica heterocarpa Jn.Lloyd: Die Heimat ist das südwestliche Frankreich.[1][5]
- Angelica japonica A.Gray: Sie ist auf den japanischen Inseln Honshu, Kyushu, Shikoku sowie den Ryūkyū-Inseln verbreitet.[1]
- Angelica keiskei (Miq.) Koidz. (Syn.: Archangelica keiskei Miq.): Die Heimat ist Japan (Honshu).[1]
- Angelica kingii J.M.Coult. & Rose: Sie ist in Nordamerika verbreitet.
- Angelica laevis J.Gay ex Avé-Lall.: Die Heimat ist die Iberische Halbinsel.[1][5]
- Angelica laxifoliata Diels (Syn.: Angelica erythrocarpa H.Wolff): Sie gedeiht an Grashängen in Höhenlagen von 2300 bis 3000 Metern in den chinesischen Provinzen Gansu, Shaanxi sowie Sichuan.[4]
- Angelica lignescens Reduron & Danton: Sie kommt auf den Azoren vor.[6]
- Angelica lineariloba A.Gray: Die Heimat ist Kalifornien und Nevada.[1]
- Angelica lucida L.: Sie ist in Nordamerika verbreitet.[1]
- Angelica major Lag.: Sie kommt in Portugal und in Spanien vor.[6]
- Angelica pachycarpa Lange: Die Heimat ist die Iberische Halbinsel und sie in Neuseeland, Tasmanien und auf der Insel Guernsey ein Neophyt.[1][5]
- Sumpf-Engelwurz (Angelica palustris (Besser) Hoffm., Syn.: Ostericum palustre Besser): Sie ist in Ost- und Mitteleuropa, in West- und Zentralasien und in Sibirien weitverbreitet.[1][5]
- Angelica pinnata S.Watson: Sie ist in den westlichen bis zentralen US-Bundesstaaten Colorado, östliches Idaho, westliches Montana, Wyoming, New Mexico, nördliches Arizona sowie Utah verbreitet.[1]
- Angelica polymorpha Maxim.: Sie ist in China, Japan und Korea verbreitet.[1]
- Angelica pubescens Maxim.: Sie kommt auf den japanischen Inseln Honshu, Kyushu sowie Shikoku vor.[1]
- Angelica purpurascens (Avé-Lall.) Gilli: Sie kommt in der Türkei, in Georgien, Armenien und Aserbaidschan vor.[6]
- Pyrenäen-Silge (Angelica pyrenaea (L.) Spreng., Syn.: Selinum pyrenaeum (L.) Gouan): Sie kommt nur in Spanien und Frankreich vor.
- Angelica razulii Gouan: Die Heimat ist Spanien, Andorra und Frankreich.[1][5]
- Angelica sachalinensis Maxim.: Sie ist ein Endemit von Sachalin.[1]
- Angelica sachokiana (Karjagin) Pimenov & V.N. Tikhom.: Sie kommt in Aserbaidschan vor.[6]
- Angelica scabrida Clokey & Mathias: Sie ist ein Endemit von Nevada.[1]
- Chinesische Engelwurz (Angelica sinensis (Oliv.) Diels; Syn.: Angelica polymorpha var. sinensis Oliv.): Sie gedeiht mit zwei Varietäten in Höhenlagen von 2500 bis 3000 Metern in den chinesischen Provinzen Gansu, Hubei, Shaanxi, Sichuan sowie Yunnan.[4]
- Wald-Engelwurz (Angelica sylvestris L.): Sie ist in Eurasien weitverbreitet.[1][5]
- Angelica tarokoensis Hayata: Sie gedeiht an Hängen in Höhenlagen von 400 bis 2000 Metern nur auf Taiwan.[4]
- Angelica tatianae Bordz.: Sie kommt in Armenien, Georgien und im Kaukasusraum vor.[6]
- Angelica tenuisecta (Makino) Makino (Syn.: Angelica furcijuga Kitag., Angelica mayebarana (Koidz.) Kitag., Peucedanum mayebaranum Koidz., Angelica shikokiana var. tenuisecta Makino): Sie kommt mit drei Varietäten in Japan, nur auf der Kii-Halbinsel Honshus sowie in Kyushu vor.[1]
- Angelica ternata Regel & Schmalhausen: Sie ist in Tadschikistan, Kirgisistan, Russland sowie Xinjiang verbreitet.[4]
- Angelica tianmuensis Z.H.Pan & T.D.Zhuang: Dieser Endemit gedeiht in Wäldern in Höhenlagen von etwa 1100 Metern nur in den Tianmu-Bergen im Nordwesten der chinesischen Provinz Zhejiang.[4]
- Angelica tomentosa S.Watson: Sie kommt in den westlichen US-Bundesstaaten südwestliches Oregon und westliches Kalifornien vor.[1]
- Angelica tsinlingensis K.T.Fu: Sie gedeiht in Höhenlagen von 1200 bis 2300 Metern nur in den chinesischen Provinzen Gansu sowie Shaanxi.[4]
- Angelica ursina (Rupr.) Maxim. (Syn.: Angelophyllum ursinum Rupr.): Sie kommt von den japanischen Inseln Hokkaidō sowie nördliches Honshu bis Russlands Fernen Osten vor.[1]
- Angelica valida Diels: Sie gedeiht in Höhenlagen von 1000 bis 1800 Metern nur im chinesischen Chongqing.[4]
- Angelica venenosa (Greenway) Fernald: Sie ist in den östlichen bis zentralen USA verbreitet.[1]